# Maltby (Yorkshire du Nord)
Pour les articles homonymes, voir Maltby.
Maltby est un village et une paroisse civile du Yorkshire du Nord, en Angleterre. Il appartient au borough de Stockton-on-Tees.

## Géographie
Le village se trouve à l'est de la route A19 (en), le long de la route High Lane. La paroisse civile a connu une forte croissance dans les années 2010, passant de 293 habitants en 2011 à 663 habitants en 2021. Cette augmentation est due à la construction d'un nouveau lotissement à l'ouest de la route A19, adjacent à la ville d'Ingleby Barwick. Une des écoles secondaires de Ingleby Barwick, Ingleby Manor Free School, se trouve dans ce lotissement.

## Histoire
Jusqu'en 1990, Maltby appartenait à la paroisse civile de Maltby and Ingleby Barwick.

## Patrimoine
Au sud-est du village se trouve une ferme du XVIIIe siècle, classée monument historique de grade II, de même que les granges du XVIIIe et XIXe siècles situées à proximité,.